# Schönwald (Bavière)
Pour les articles homonymes, voir Schönwald.
 (novembre 2016).
Si vous disposez d'ouvrages ou d'articles de référence ou si vous connaissez des sites web de qualité traitant du thème abordé ici, merci de compléter l'article en donnant les références utiles à sa vérifiabilité et en les liant à la section « Notes et références ».
Schönwald est une ville de l'arrondissement de Wunsiedel im Fichtelgebirge situé dans le district de Haute-Franconie à la frontière de la République tchèque.

## Géographie

### Position géographique
La ville de Schönwald se trouve au Nord-Est de la Bavière ; 15 km seulement la séparent du point de contact Bavière-Saxe-République Tchèque, 25 km du point de contact Bavière-Saxe-Thüringe et 5 km à vol d'oiseau de la frontière tchèque. C'est la ville la plus au Nord de l'arrondissement, environ 20 km la séparent de Wunsiedel et 45 de Bayreuth. La capitale du Land, Munich, se trouve à 230 km.
Schönwald constitue l'extrémité Nord du massif en forme de fer à cheval du Fichtelgebirge. Le sommet local est le Großer Kornberg (en). Dans le quartier de Reichenbach, la rivière Perlenbach formée du Lohbach et du Lauterbach coule direction nord-ouest et se jette dans la Schwesnitz (en) à Rehau. De grandes portions du territoire de la commune sont boisées.
Au Sud-Est de Schönwald se trouvent Selb et son faubourg Vielitz, au Nord Rehau ; de l'autre côté du Kornberg vers l'Ouest Schwarzenbach an der Saale, au Sud-Ouest à une dizaine de kilomètres Marktleuthen et Kirchenlamitz ; au Nord-Est du côté tchèque la ville de Aš.

### Organisation territoriale
La commune de Schönwald est divisée en 16 quartiers :
- Bernsteinmühle
- Brunn
- Buchbach
- Göringsreuth
- Grünnauer vorwerk
- Grünauermühle
- Grünhaid
- Gutschönlind
- Kleppermühle
- Lenker
- Merzenhaus
- Neuenbrand
- Perlenhaus
- Reichenbach
- Schönwald
- Sophienreuth

### Géologie
Situé à proximité de Schönwald, le Kornberg est constitué d'un bloc granitique en granite dur. Schönwald même se trouve sur une veine de micaschiste se déroulant en une diagonale Sud-Ouest - Nord-Est sur les couches cambriennes. Dans le sous-sol du Rabenberg, on trouve de la quartzite. Au Sud se trouve une petite bande de gneiss, qui englobe Erkersreuth et Vielitz, les faubourgs de Selb. Au Nord se trouve une zone de phyllite (ardoise) à Pilgramsreuth et Rehau. Le rocher Steinriesl proche du quartier Perlenhaus est constitué de phyllite.
Dans l'ensemble, le sol de Schönwald peut être décrit comme pauvre en calcaire et en azote, imperméable et froid.

## Origine du nom
La signification du nom de la ville n'est pas expliquée définitivement. De prime abord, on pense à la signification « belle forêt ». Dès 1316, on rencontre le nom sous la forme Scho(e)nwalde, dans les années 1360–1370 Schoenenwald, en 1418 Schönwaldt et en 1421 Schönwald. Wolf-Armin von Reitzenstein (de) en conclut que déjà en moyen haut-allemand il s'agissait d'une belle forêt, c'est-à-dire une forêt bonne à utiliser.
Une autre interprétation se rapporte à la dénomination du lieu comme Schonwald dans les citations les plus anciennes, comme Schonwalde dans les années 1412, 1437 et 1442, ainsi que Schonnwaldt, Schonwald et Schonwalt dans le Livre des six juridictions de 1499. Une explication possible réside dans la création en bordure de la forêt du Großer Kornberg d'une métairie occupée par un garde forestier pour la protection de la forêt à la suite de nombreux essartages. Cette métairie s'appelait vraisemblablement Zum Schonwalde (la forêt protégée) ; pour Schönwald il s'agirait donc d'un habitat auprès de la forêt protégée.

## Histoire
On suppose les premiers indices d'habitat au XIIe siècle : vers 1125/32, le Margrave Diepold III de Vohburg (en) donna à l'abbaye de Benediktbeuern un territoire boisé qui s'étendait entre Vilice (Vielitz) et Swirznice (la Schwesnitz, c'est-à-dire le Perlenbach actuel) et qui incluait aussi Schönwald. On peut supposer que les limites de ce domaine, appelé plus tard « Forêt de Schönwald », étaient le Haselbach entre Vielitz et Brunn (Coselbach) au Sud et le Tännigbach (Spantanne) au Sud. Le document précise aussi que la forêt s'élevait à 70 pieds au-dessus du Perlenbach ; ceci correspond encore aujourd'hui au territoire de la ville de Schönwald. Il est vraisemblable que Diepold III voulait fonder une abbaye bénédictine dans cette région.
Avec la mort du Margrave en 1146, le domaine revint à l'Empire. La famille Notthafft occupa la charge de Garde Général des Forêts. Une première mention dans un document apparaît en 1316 quand Fritz Forster fit don de sa cour à l'abbaye de Waldsassen ; un domaine seigneurial devait donc avoir été fondé auparavant,. Si la contrée appartenait à l'origine au Egerland, au début du XVe siècle elle passa au Burgraviat de Nuremberg ; peu à peu, un conflit se développa pendant des dizaines d'années entre les deux partis. En 1412, la famille Forster vendit Schönwald et toutes ses autres propriétés au Burgrave Jean III de Nuremberg. En 1417, le domaine seigneurial de Schönwald était aux mains de Hans Thoß, mais Conrad de Aufseß voulait aussi le posséder. Dès 1420, le roi Sigismond de Bohème attribua Schönwald à Reinhard et Margarete Weiß, fille de Hans Thoß, comme fief du Egerland. Quand en 1437 la famille Kneußel reçut du Margrave le village et ses terres en fief, les disputes cessèrent. De 1465 à 1622, Schönwald fut la possession des Seigneurs de Thela.
Dans les années qui suivirent, il y eut de nombreux changements de propriétaires : en premier lieu le village fut transmis au Gentilhomme de la Chambre de Brandebourg-Kulmbach Balthasar Friedrich Rab, en 1696 au Conseiller Jobst Bernhard de Lindenfels et en 1711 au Conseiller Wolf Christof de Schmid.
En 1777, le siège seigneurial se déplaça du château proche de l'église évangélique dans le château de Sophienreuth nouvellement construit. En 1791, le Margraviat de Ansbach-Bayreuth passa au Royaume de Prusse. Après quatre années sous l'administration militaire française, la localité revint en 1810 au Royaume de Bavière. En 1818, les hameaux de Göringsreuth, Grünauer Vorwerk, Grünauer Mühle, Grünhaid, Kleppermühle et Sophienreuth s'associèrent à la localité principale pour fonder la commune de Schönwald. Le village caractérisé auparavant par l'activité artisanale du tissage se développa ensuite rapidement par l'industrialisation en une localité ouvrière, particulièrement avec la création de l'usine de porcelaine en 1879. La commune fut élevée au rang de marché en 1938.
Pendant la Seconde Guerre mondiale, Schönwald a été considérablement épargné par les combats. C'est seulement le 19 avril 1945 que Schönwald fut soumis à des tirs d'artillerie du 358e régiment d'infanterie US, 90e division d'infanterie. Les combats qui, hormis une pause à midi, ont duré du matin au soir, occasionnèrent divers dommages à des bâtiments et usines ainsi que la mort de trois personnes. Puis suivit l'occupation par des troupes américaines qui s'installèrent dans la vie publique en entraînant au début des restrictions drastiques pour la population (par exemple des interdictions de sorties). Dans les mois qui suivirent, un gouvernement militaire dirigea Schönwald avec l'installation à titre provisoire du maire allemand Gustav Arnold, qui transmit ses fonctions publiques le 20 juin 1945 au premier maire régulièrement installé Heinrich Voigt. Quelques troupes quittèrent les lieux en septembre 1945.
Le 17 mai 1954, le ministre de l'intérieur de Bavière et représentant du Premier ministre Wilhelm Hoegner conféra à Schönwald le statut de ville.

### Incorporations communales
Le 1er janvier 1978, certaines parties des communes dissoutes de Lauterbach et Vielitz furent incorporées à Schönwald.

## Religion
Le siège de la paroisse évangélique de Schönwald se trouve à Schönwald et les deux clochers de Schönwald et Spielberg en dépendent. Elle fait partie du Doyenné de Selb. En 2012, la paroisse de Schönwald comptait 2098 membres. Elle dispose d'un jardin d'enfants et d'une crèche. Le pasteur est Madame Tilla Noack depuis août 2012, la deuxième cure est occupée pour le moment par Elke Pröbstl.
Du côté catholique, il existe la paroisse Sainte-Marie de Schönwald, qui outre son centre principal s'étend aussi à certaines parties de Selb (Heidelheim, Lauterbach, Selb-Plößberg, Spielberg et Vielitz) et de Rehau (Neuhausen). C'est la paroisse la plus septentrionale du Diocèse de Regensburg ; la paroisse Saint-Joseph de Selb-Plößberg lui est rattachée. Un jardin d'enfants et l'association de jeunesse Kolping sont associés à la paroisse de Schönwald. Jusqu'en 2008, elle possédait aussi une communauté de religieuses de l'ordre des Sœurs du Très Saint Sauveur. Le curé est le Père John Arolichalil, originaire d'Inde.
À Schönwald se trouve aussi un service œcuménique de soins qui est soutenu par les communautés paroissiales des deux confessions. Les musulmans turcs appartiennent en majorité à la communauté turque-islamique de Selb.

## Politique

### Conseil municipal
À l'issue des élections communales de 2014, le conseil municipal compte 16 membres :
- SPD : 9 sièges ;
- CSU : 7 sièges.

### Armoiries
Avec l'obtention du statut de marché en 1938, des armoiries ont été conférées à Schönwald. Le blasonnement se dit ainsi (traduction approximative non transcrite en termes héraldiques) : « d'argent aux trois montagnes vertes alignées surmontées chacune d'un conifère vert sous un chef en quatre quartiers argent et noir ». Le chef de l'écu en quatre quartiers renvoie à l'ancienne domination du margraviat de Brandebourg-Bayreuth. Les trois collines évoquent la situation de Schönwald dans le Fichtelgebirge, les épicéas les arbres majoritaires dans cette forêt.

### Jumelage
Schönwald est jumelée depuis 1984 avec Pusignan dans le département du Rhône ; depuis 1986. La ville soutient l'association pour l'entretien des relations franco-allemandes (Verein zur Pflege deutsch-französischer Beziehungen), qui organise régulièrement des voyages vers Pusignan. Les voyages ont été interrompus pendant la période du Covid mais reprennent en juillet 2023. Le comité de jumelage de Pusignan possède toujours un lien très fort avec leurs homologues allemands où ils sont reçus et accueillent une année sur deux.

## Culture et sites intéressants

### Musique
Schönwald compte quelques groupes et associations de musique, entre autres l'Harmonie De Kreabröihmusikanten et l'association des costumes montagnards et régionaux Alpenrose, qui organise régulièrement des concerts de musique folklorique. Les différentes chorales de la sphère religieuse participent aussi à la vie musicale : la paroisse catholique anime une chorale, la paroisse évangélique dispose d'un ensemble de trombones, de la chorale paroissiale Laudate ainsi que d'une chorale de jeunes Inspiration. De plus une partie de l'enseignement de l'école de musique de Selb a lieu à Schönwald.

### Espaces verts et sites de détente
Du fait de sa situation rurale, Schönwald est entouré de forêts, champs et prairies, ce qui permet de nombreuses possibilités de randonnées à proximité, en particulier dans le massif du Kornberg. Si l'on considère la taille plutôt réduite de la ville, on comprend que Schönwald ne dispose pas de parc important. On apprécie particulièrement des buts de promenade très proches de la ville comme le château de Sophienreuth et le Kleppermühle, les étangs dans la prairie de Neuenbrand, l'auberge La vieille cure située en forêt à Göringsreuth ainsi que le territoire de Merzenhaus.
Dans le quartier de Grünhaid se trouve un petit parc de loisirs et dans la vallée toute proche de Perlenbach une piscine découverte chauffée. Les pentes du Kornberg peuvent être utilisées l'hiver pour le ski de fond et le ski de piste.

### Sports
Pour les clubs de foot de Schönwald, on notera le 1. FC Schönwald et le SC Grünhaid, qui disposent chacun de leur propre terrain de foot. Le SC Grünhaid possède en outre une section de tennis de table. Le TV Schönwald recouvre les disciplines badminton, handball, marche nordique, judo, athlétisme, tennis de table et gymnastique. On compte encore sur place un club de pêche sportive, un club de quilles, un club d'échecs, un club de tir ainsi qu'une association sportive de handicapés et invalides.

## Économie et infrastructures
La ville est connue par la présence depuis plus de 125 ans de la Fabrique de porcelaine Schönwald. La Bayerische Porzellanstraße (route bavaroise de la porcelaine) traverse la ville.

### Transports
La ville est située le long de l'autoroute 93 et est traversée par la Bundesstraße 15 (route nationale). Schönwald possède un arrêt sur la ligne de chemin de fer Cheb–Oberkotzau, avec une correspondance pour les trains de la ligne Hof–Selb (KBS 858) ainsi que par Aš et Cheb jusqu'à Marktredwitz. Du lundi au vendredi, des cars de la Compagnie de transports Fichtelgebirge fonctionnent vers Selb. Les jours d'école, une liaison matinale dessert Wunsiedel, et le samedi un unique trajet de car vers Marktredwitz.

### Éducation
Schönwald possède une école primaire de la 1re à la 4e classe. Dans ses locaux ont lieu aussi quelques cours de l'Université populaire de Marktredwitz. L'école primaire est jumelée avec la Základní škola de Aš. Enfin, la Bibliothèque municipale se trouve aussi dans les locaux de l'école.

## Personnalités
- Michel Lippert (1897–1969), membre des SS qui a participé à l'assassinat du chef des SA Ernst Röhm, y est né.